# عباس عبود سالم
عباس عبود سالم واسمه عباس عبود سالم الجيزاني هو كاتب وإعلامي عراقي، يرأس تحرير جريدة الصباح الحكومية العراقية.

## عنه
عباس عبود سالم الجيزاني، يحمل شهادة الماجستير في العلوم السياسية، تولّى عدة مناصب في مجال الإعلام المرئي والمسموع والمقروء في العراق، أبرزها، رئاسة تحرير جريدة الصباح الحكومية، وإدارة قطاع الاخبار في شبكة الإعلام العراقي، وإدارة القناة العراقية الوثائقية، وتاسيس والإشراف على إذاعة الموصل، وكذلك عمل لأربع سنوات مديرًا للمكتب الإقليمي لشبكة الاعلام العراقي في القاهرة، ولنشاطه في مجال التلفزيون، رُشّح للتنافس على رئاسة اللجنة العربية الدائمة للاخبار في اتحاد اذاعات الدول العربية، عام 2016 وفاز برئاسة للجنة باجماع الوفود العربية. وسبق له أن فاز بموقع النائب الأول لرئيس هذه اللجنة عام 2014، ثم اختير أمينًا عامًا مساعدًا للاتحاد العام المنتجين العرب لأعمال التلفزيون عام 2016 في القاهرة.
مارس عبود الكتابة والنشر منذ عام 1984، ونشر في مختلف الصحف العربية والعراقية ومنها الجماهير الكويتية، العرب اللندنية، الحياة اللندنية، جسور الدمشقية، الصباح، المؤتمر، البيان، الدستور، البينة الجديدة، البينة، العراق اليوم، الزمان، الصباح الجديد، ونشرت كتاباته في مختلف المواقع الإلكترونية، وترجمت بعض كتاباته إلى الإنكليزية والكردية، وهو كاتب صحافي، وعضو عامل في نقابة الصحفيين العراقيين منذ عام 2003، له أربعة كتب مطبوعة والعديد من البحوث والدراسات والمقالات، وقام بإعداد وإخراج والإشراف على العديد من البرامج الإذاعية والإفلام الوثائقية العراقية، كما مثل العراق في مؤتمرات وندوات وورش تخصصية في بيروت، عمان، تونس، القاهرة، مكة المكرمة، الكويت، الجزائر، إسطنبول وبكين.

## الشهادات
| الشهادة                          | الجامعة                                        |
| -------------------------------- | ---------------------------------------------- |
| ماجستير علوم سياسية علاقات دولية | القاهرة مصر 2018                               |
| بكالوروس علوم سياسية             | جامعة بغداد 2001                               |
| بكالوريوس علوم فيزياء            | كلية العلوم الصرفة ابن الهيثم جامعة بغداد 1994 |
| دبلوم عالي علم نفس               | كلية الاداب جامعة بغداد 2020                   |
| دبلوم في التنمية اليابانية       | مركز الدراسات الاسيوية جامعة القاهرة 2010      |
| دبلوم في إدارة الازمة            | مركز الإدارة العامة جامعة القاهرة 2010         |
| دبلوم في فن التفاوض              | مركز الإدارة العامة جامعة القاهرة 2010         |

## أبرز المولفات
- كتاب بغداد تبوح باسرارها عام 2012.[4][5][6]
- كتاب تاملات في عراق مابعد الديكتاتورية عام 2013.[7]
- دموع المطر مجموعة شعرية القاهرة 2009.[8]
- كتاب جامعة الدول العربية ودورها في العراق، القاهرة 2017. [9][10]
- مشروع الدليل الارشادي العربي للمصطلحات الخاصة بالتعاطي مع ظاهرة الإرهاب والذي تبنته جامعة الدول العربية في 2015.

## المناصب
- رئيس تحرير جريدة الصباح.[11][12][13][14][15]
- رئيس تحرير الاخبار قناة العراقية 2004.
- مراسل ومعد برامج اذاعية /[[اذاعة جمهورية العراق ]] 2003.
- مديرالاخبار في قناة عشتار الفضائية من كانون الثاني 2005 لغاية مايس 2006.
- منسق العراق لمشروع ثروة لدعم الاقليات في الشرق الأوسط.
- مدير مكتب شبكة الاعلام العراقي في عمان من تموز 2008 لغاية كانون الأول 2008.
- مؤسس ومدير القناة العراقية الخامسة من كانون الأول 2007 لغاية تموز 2008.
- مدير الاخبار قناة العراقية من مايس 2006 لغاية تموز 2008.[16]
- مدير الاخبار شبكة الاعلام العراقي 2008.[17]
- عضو الفريق الاستشاري الدولي لجامعة ولاية جورجيا الأمريكية في مشروع تحديث مناهج تدريس الاعلام في العراق 2010
- عضو الخلية الوطنية للعميات النفسية منذ 2014.
- مرشح جمهورية العراق لرئاسة اللجنة الدائمة للاعلام العربي/ مجلس وزراء الاعلام العرب.
- عضو لجنة متابعة مؤتمر صناع الراي للمصالحة الوطنية باشراف مكتب الامم المتحدة في بغداد2015 .
- المشرف على اذاعة الموصل 2014.
- مدير المركز الوطني الوثائقي شبكة الاعلام العراقي.[18]
- عضو الهيئة الادارية للالصالون الثقافي العربي القاهرة من 2010 لغاية 2012.[19]
- الامين العام المساعد لاتحاد المنتجين العرب في القاهرة 2014. [3]
- رئيس اللجنة العربية الدائمة للاخبار- اتحاد إذاعات الدول العربية 2016 -2018.[20]
- مرشح جمهورية العراق لمنصب رئيس اللجنة الدائمة للاعلام العربي/ مجلس وزراء الاعلام العرب/ في جامعة الدول العربية في القاهرة 2016
- النائب الأول لرئيس اللجنة العربية الدائمة للاخبار في تونس 2014-2016
- رئيس منتخب للاجتماع ال11 لمنسقي الاخبار والبرامج والرياضة العرب في الجزائر 2008.
- المشاركة في تاسيس الجمعية العراقية للسلامة المهنية عام 2007 باشراف الاتحاد الدولي للصحفيين.
- عضواللجنة التحكيمية في فعاليات يوم الاعلام العربي 2015.

## الجوائز
| الجائزة                                                                                        | السنة |
| ---------------------------------------------------------------------------------------------- | ----- |
| حاصل على لقب أفضل كاتب عمود في مسابقة النقابة الوطنية للصحفيين                                 | 2017  |
| حاصل على تكريم اتحاد إذاعات الدول العربية في الذكرى الخمسين لتاسيسه من بين أفضل 20 اعلامي عربي | 2018  |
| حاصل على درع الموظف النزيه من منظمة راصد لدعم النزاهة في العراق                                | 2018  |
| حاصل على لقب أفضل صحفي عراقي                                                                   | 2017  |
| حاصل على درع الانتصار الكبير من القائد العام للقوات المسلحة                                    | 2015  |